# 6468 Welzenbach
A 6468 Welzenbach (ideiglenes jelöléssel 1981 ED19) a Naprendszer kisbolygóövében található aszteroida. Schelte J. Bus fedezte fel 1981. március 2-án.